# Dobla

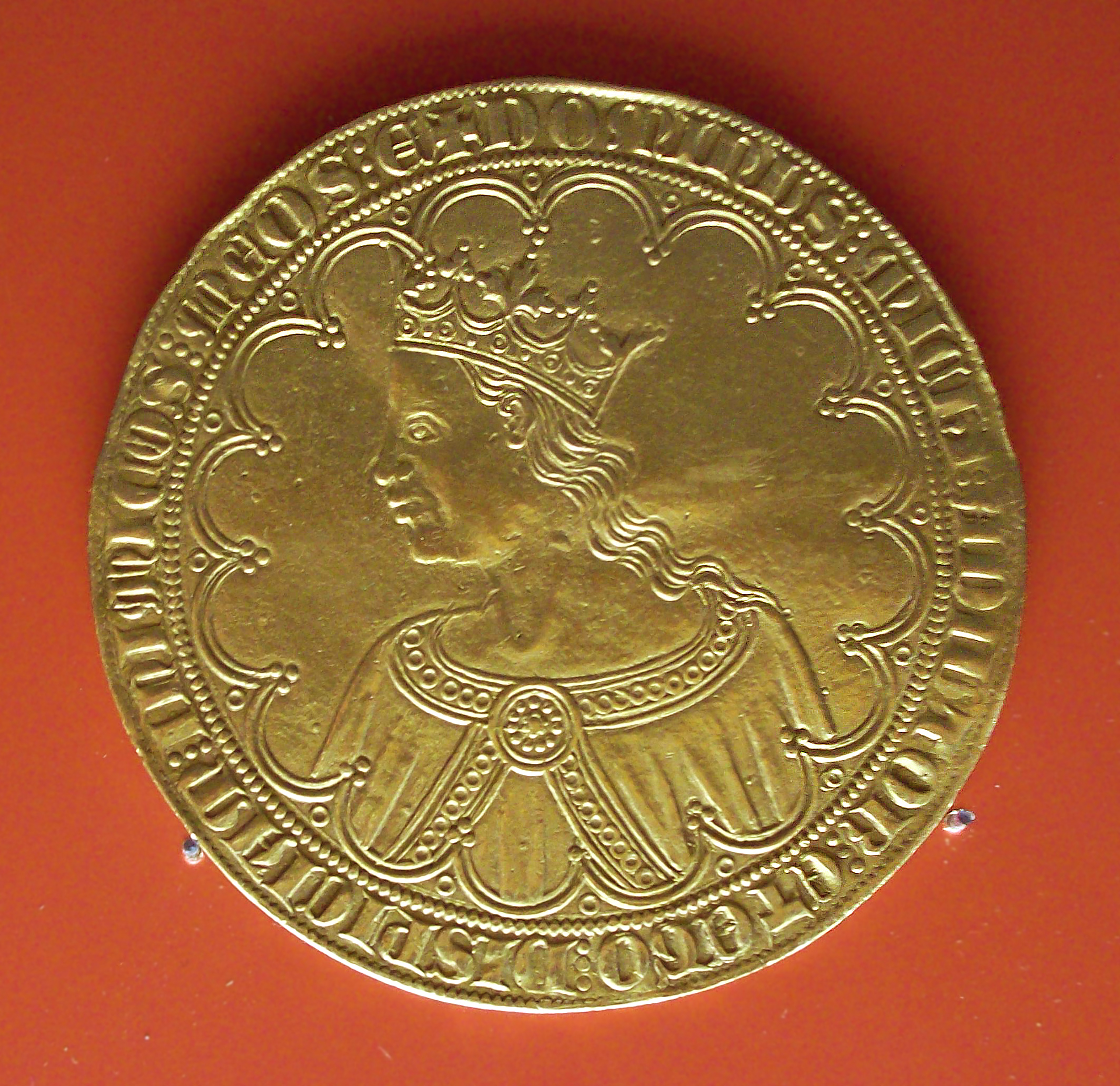
Gran dobla o dobla de a diez de Pedro I de Castilla, acuñada en Sevilla en 1360 (M.A.N., Madrid)

Dobla es el nombre que recibieron distintas monedas de oro de diversos reinos cristianos peninsulares y musulmanes de la península ibérica y del Norte de África durante la Edad Media y principios de la Moderna. Tradicionalmente se conoce como dobla a la moneda de oro de Castilla de la época; las de los reinos musulmanes se denominaban de distinta forma añadiendo algún adjetivo para diferenciarlas entre ellas. La dobla castellana tenía un valor de dos mazmudinas y reemplazó al maravedí después del reinado de Alfonso X. Así, se puede distinguir entre:
- Dobla: Moneda de oro de Castilla. A su vez se hacía la distinción entre ellas; las que valían 4, 8 y 10 se conocían como mayores. Esta última, la dobla de a diez, también se llamaba gran dobla o dupla magna (en latín) y popularmente "dobla de cabeza".
- Dobla de la banda: Equivalente a 106 maravedíes.
- Dobla almohade: Moneda de oro almohade que se empleó hasta la desaparición del Reino de Granada. Tenía el peso de dos dinares (aproximadamente 4.6 gr)
- Dobla granadina: Nombre con el que se conoce a la moneda acuñada por los reyes de Granada y continuadora de la dobla almohade.
- Dobla baladí: Era el nombre que recibía la dobla de oro del reino nazarí de Granada y equivalía a la dobla de la banda.
- Dobla de cinco rayas: Era el nombre con el que se conocía a la dobla almohade y de los nazaríes del Reino de Granada debido a que tenía 5 líneas en su leyenda en árabe.
- Dobla morisca: Nombre con el que se conocía a la dobla almohade y a la granadina en Castilla y Aragón.
- Dobla morisca vella: Nombre que recibía la dobla de granadina del siglo XV en los territorios de Cataluña.
- Dobla zaena: Dobla de oro acuñada en Tremecén (Argelia) durante el gobierno almohade de Yagmorasen Ben Zeyán.